# Un racconto del Decameron
Un racconto del Decameron (A Tale from the Decameron) è un dipinto ad olio su tela realizzato dal pittore preraffaellita John William Waterhouse nel 1916 e conservato presso la Lady Lever Art Gallery di Liverpool.

## Storia
L'opera è il secondo dei tre dipinti di Waterhouse ispirati al Decameron di Giovanni Boccaccio: nel 1907 l'artista aveva infatti realizzato la tela Isabella e il vaso di basilico (ispirata alla novella di Lisabetta da Messina, resa celebre nel Regno Unito da John Keats con il poemetto narrativo del 1818 Isabella, or the Pot of Basil), mentre nel 1917 la morte gli avrebbe impedito di portare a compimento Il giardino incantato, ispirato alla quinta novella della decima giornata, quella di Dianora e Messer Arnaldo.
Waterhouse dipinse Un racconto del Decameron appena un anno prima della sua morte, in un momento in cui l'avanzare delle Avanguardie e gli orrori della prima guerra mondiale in atto lo spinsero a ritornare ai toni e temi tardo-romantici che aveva esplorato in giovinezza insieme ai Preraffaelliti. In questi anni infatti dipinse altre tele a soggetto letterario, ispirandosi a Tristano e Isotta, The Lady of Shalott, La tempesta e alla letteratura italiana medievale, molto amata da Dante Gabriel Rossetti: i dipinti Dante e Beatrice e Matelda furono infatti realizzati nel 1915.
La tela fu esposta per la prima volta alla Royal Academy of Arts nel 1917, in occasione dell'ultima mostra a cui Waterhouse avrebbe partecipato prima della morte.

## Descrizione
L'opera mostra i dieci giovani novellatori del Decameron, rifugiatisi per dieci giorni in una villa fuori Firenze per sfuggire alla pandemia della peste nera: sono sette donne e tre uomini, uno dei quali ha appunto appena preso la parola per raccontare. In primo piano l'artista mette il personaggio in questione, seduto su uno scalino; un altro giovane, alle sue spalle; e cinque delle ragazze, accoccolate sull'erba. I restanti membri della brigata ascoltano invece sullo sfondo, in piedi (ben visibili sono il terzo giovane e una delle donne, l'uno accanto all'altra, mentre l'ultima ragazza appare lontanissima). Non ci sono elementi in grado di stabilire se il narratore sia Filostrato, Dioneo o Panfilo, ma si può almeno evincere che nessuno dei tre è la persona che in quella giornata sceglie il tema: è la giornata infatti non di un "re" ma di una "regina", in quanto una delle ragazze porta sul capo una corona; nonostante il momento dell'opera che Waterhouse rappresenta sia indefinibile, si ipotizza che la tela si ispiri all'introduzione della terza giornata (con Neifile come regina), in cui il giardino della villa viene così descritto:
(Giovanni Boccaccio, Decameron)
Tuttavia, come suo solito in dipinti basati su opere letterarie, Waterhouse si ispira solamente alla descrizione del testo, andando a semplificare e quasi stilizzare i suggerimenti dell'autore: i disegni preparatori mostrano che la fontana originariamente era più simile a quella descritta da Boccaccio, "co' ruscelletti procedenti da quella", mentre nella versione finale dell'opera l'artista preferisce dipingerne una di grande semplicità.